# Răsuri și trandafiri

Răsuri și trandafiri este un album al interpretului român Tudor Gheorghe.

## Detalii ale albumului
- Gen: Folk
- Limba: Romana
- Sunet: Stereo
- Inregistrat: Studio
- Durata album: 50:13 minute
- Casa de discuri:  Iluminati

- Dirijor si Orchestrator: Marius Hristescu
- Versuri: 1-10 anonimi, 11: Tudor Gheorghe
- Primele 3 melodii sunt colaje.

## Lista pieselor
- 01 - Fanfara,  Foaia verde deditel, M-as iubi cu tine floare [8:00]
- 02 - Marie, Marie, Ce dor, ce chin, ce jale [7:00]
- 03 - Jelui-m-as si n-am cui, Codrule batut de ploi [6:33]
- 04 - Mai baiete, baietele [2:14]
- 05 - Lunca, lunculita [3:38]
- 06 - Bordeiasul [1:49]
- 07 - Bordeias. bordei, bordei [5:41]
- 08 - Mugur, mugurel [3:17]
- 09 - Bat-o sfantul de Lupoaie;;; [3:25]
- 10 - Marito, Marito [3:18]
- 11 - Dorul calator [3:07]